# S-500 Prometey
El S-500 "Prometey" ("Prometeo") es un sistema de misiles antiaéreos con capacidad antibalística de origen ruso, actualmente en desarrollo por la empresa Almaz-Antey. Es también conocido como 55R6M "Triumfator-M" («Триумфатор-М»). Busca reemplazar el sistema de misiles A-135 actualmente en uso y complementar al S-400. Inicialmente planeado para estar en producción en 2014, la primera unidad entró en servicio en 2021 con el 15.º Ejército Aéreo.

## Historia
Aunque comparte una designación similar con el proyecto S-500U de finales de la década de 1960, la relación entre los dos sigue sin estar clara. El sistema antiaéreo multicanal S-500U fue una iniciativa de 1968 de las Fuerzas de Defensa Aérea Soviéticas, la Armada Soviética, el Ministerio de la Industria de la Radio (Ministerstvo Radio Promyshlennosti SSSR) y el Ministerio de la Industria de Construcción Naval para crear un complejo unificado para la Fuerza Aérea Nacional. Tropas de Defensa, Marina y Tropas de Tierra. Se suponía que los misiles del complejo S-500U atacarían a los aviones enemigos a una distancia de hasta 100 km (62 millas). El proyecto del complejo S-500U SAM fue rechazado por el ejército soviético, que tenía el requisito de atacar no solo aviones enemigos, sino también misiles balísticos de corto alcance. En consecuencia, en su lugar, se desarrolló la familia S-300 (SA-10 y SA-12).
Según los planes originales, se comprarían diez batallones S-500 para la Defensa Aeroespacial Rusa (VKO) en el marco del Programa Estatal de Armamento 2020 (GPV-2020).
Los S-500 funcionarán en paralelo con los S-400 y juntos están planeados para reemplazar los sistemas de misiles S-300. Se planea desplegar las primeras unidades alrededor del oblast de Moscú y el área central del país. Una versión naval es el armamento probable para el nuevo destructor de la clase Lider, que debía entrar en servicio después de 2020 pero no está operativo a partir de 2022.
El director ejecutivo de Rostec Corporation, Serguéi Chemezov, declaró el comienzo de la producción del S-500 el 30 de junio de 2019. A pesar de eso, la producción en serie de los primeros 10 sistemas (pedidos a fines de 2020) solo comenzó en 2021.
En el verano de 2020, Serguéi Surovikin, el comandante de las Fuerzas Aeroespaciales, pareció confirmar que el sistema S-500 puede usarse para destruir satélites artificiales.
Se firmó un nuevo contrato en agosto de 2022.

### Prueba
En mayo de 2018, Rusia realizó la prueba de misiles tierra-aire de mayor alcance hasta la fecha con el S-500. Según informes que citan fuentes no identificadas familiarizadas con la inteligencia estadounidense en el programa, el S-500 pudo alcanzar un objetivo a 482 km (300 millas) de distancia, 80 km más que el récord anterior.
El 4 de junio de 2019, el Ministerio de Defensa ruso publicó un video que muestra el lanzamiento exitoso de un nuevo sistema de misiles antibalísticos en forma de un misil tierra-aire de largo alcance. Aunque no se mencionó la naturaleza del sistema de defensa aérea que se estaba probando, se ha especulado ampliamente que fue una prueba del sistema de misiles tierra-aire de largo alcance S-500 Prometheus.
El radar S-500 se probó a fines de 2019.
En julio de 2021, el Ministerio de Defensa ruso ha publicado las primeras imágenes públicas de una prueba con fuego real del nuevo sistema de misiles antibalísticos S-500 en Kapustin Yar.

### Historial operativo
El primer regimiento S-500 entró en servicio de combate en Moscú el 13 de octubre de 2021.

## Características
Es un sistema de misiles tierra-aire de nueva generación, diseñado para interceptar misiles balísticos intercontinentales de corto y medio alcance, sistemas de alerta temprana y control aerotransportado y sistemas de guerra electrónica como el Boeing EA-18G Growler. Con un alcance previsto de 600 kilómetros (373), el S-500 sería capaz de detectar y dar seguimiento simultáneamente hasta diez objetivos supersónicos balísticos volando a una velocidad de 7 kilómetros por segundo y tendrá un techo de vuelo de 40 km. 
Estaba previsto que concluyese en 2012, pero en febrero de 2011 se anunció que los primeros sistemas S-500 en producción en serie se iniciarían en el 2014. Bajo el estado armamento programa 2020 (GPV-2020), Rusia tiene previsto comprar diez sistemas S-500 para la defensa aeroespacial VKO.
En el 2011 se anunció que el programa S-500 tendría un retraso de por lo menos dos años, con la fecha prevista de introducción al servicio ahora establecido en el 2017. Se esperaba que la producción de prototipos y el programa de las pruebas fuera concluido en el 2015. Finalmente, el sistema entró en servicio en 2021.
Los componentes principales del sistema S-500 son:
- El vehículo de lanzamiento, 77P6' basado en el camión de BAZ-69096 10 x 10
- El comando puestos 55K6MA y 85Zh6-2 el BAZ-69092-12 6 x 6
- Los radares de adquisición de blancos 91N6A(M) y 96 6-TsP una modificación del 91N6 (Big Bird) y del 96 L 6 (Cheese Board), remolcado por tractores BAZ-6403.01 8 x 8 y BAZ-69096 10 x 10
- Los radares multimodo 76T6 en BAZ-6909-022 8 x 8 y 77T6 en BAZ-69096 10 x 10

El tipo de misiles utilizados, especialmente para la función ABM/ATBM de largo alcance, aún no se ha revelado. Es probable que sea un derivado del ATBM gigante de dos etapas SA-12B, ya que el vehículo de lanzamiento 77P6 originalmente estaba destinado a transportar 2 contenedores para el SA-12B. Es probable que los otros misiles, que se usarán contra objetivos aéreos clásicos, sean los mismos que en el sistema S-400.
También existe una versión del sistema llamado S-1000, pero no se conoce la diferencia entre las dos versiones.

## Exportación
En septiembre de 2021, el vice primer ministro ruso, Yuri Ivánovich Borísov, dijo que India podría ser un cliente potencial, y probablemente el primero, del S-500.
También según el presidente turco, Recep Tayyip Erdoğan, Turquía está lista para considerar posibles compras de S-500 en el futuro.

### Desarrollos relacionados
- S-300 Favorit
- S-350 Vityaz
- S-400 Triumf

### Listas relacionadas
- Anexo:Misiles antiaéreos de la Unión Soviética